# Medard
Medard là một đô thị thuộc huyện Kusel, bang Rheinland-Pfalz, phía tây nước Đức. Đô thị Medard có diện tích 5,99 km², dân số thời điểm ngày 31 tháng 12 năm 2006 là 534 người.